# سیارک ۲۰۷۹۳۱
سیارک ۲۰۷۹۳۱ (به انگلیسی: 207931 Weihai، نامگذاری:2008YM9) دویست و هفت هزار و نهصد و سی و یکمین سیارک کشف شده‌است که در ۲۴ دسامبر ۲۰۰۸ کشف شد.